# Liste burkinischer Filme
Die Liste burkinischer Filme führt Filme auf, die in Burkina Faso produziert wurden.
| Jahr und Titel                                                               | Regisseur                         | Schauspieler | Genre                          | Bemerkungen |
| ---------------------------------------------------------------------------- | --------------------------------- | --- | ------------------------------ | --- |
| 1971                                                                         |                                   | |                                | |
| No pincha                                                                    | Tobias Engel                      | | Dokumentarfilm                 | politisch - IMDb |
| 1972                                                                         |                                   | |                                | |
| FVVA: Femme, villa, voiture, argent                                          | Moustapha Alassane                | |                                | IMDb |
| 1973                                                                         |                                   | |                                | |
| Le Sang des parias                                                           | Mamadou Djim Kola                 | |                                | IMDb |
| 1975                                                                         |                                   | |                                | |
| M'Ba-Raogo                                                                   | Augustin Roch Taoko               | |                                | IMDb |
| 1976                                                                         |                                   | |                                | |
| Sur le chemin de la réconciliation                                           | Rene Bernard Yonli                | |                                | IMDb |
| 1981                                                                         |                                   | |                                | |
| Poko                                                                         | Idrissa Ouédraogo                 | | Kurzfilm                       | IMDb |
| 1982                                                                         |                                   | |                                | |
| The Courage of Others                                                        | Christian Richard                 | |                                | französisch: Le Courage des autres |
| Wend Kuuni                                                                   | Gaston Kaboré                     | Serge Yanogo, Rosine Yanogo, Joseph Nikiema, Colette Kabore, Simone Tapsoba, Yaya Wima, Martine Ouedraogo, Boucare Ouedraogo          | Drama                          | gewann zweimal - IMDb |
| 1983                                                                         |                                   | |                                | |
| Jours de tourmentes                                                          | Paul Zoumbara                     | |                                | 1 Nominierung - IMDb |
| Paweogo                                                                      | Kollo Sanou                       | |                                | IMDb |
| 1984                                                                         |                                   | |                                | |
| Les Funérailles du Larle Naba                                                | Idrissa Ouedraogo                 | | Kurzfilm                       | IMDb |
| 1985                                                                         |                                   | |                                | |
| Issa le tisserand                                                            | Idrissa Ouedraogo                 | | Kurzer Dokumentarfilm          | IMDb |
| Ouagadougou, ouaga deux roues                                                | Idrissa Ouedraogo                 | | Kurzfilm                       | IMDb |
| Le Vertige de la passion                                                     | Armand Balima                     | |                                | IMDb |
| 1986                                                                         |                                   | |                                | |
| Der Kampf der schwarzen Königin                                              | Med Hondo                         | | Drama / Geschichte / Krieg     | einmal gewonnen - IMDb |
| Yam Daabo                                                                    | Idrissa Ouedraogo                 | |                                | IMDb |
| 1987                                                                         |                                   | |                                | |
| Desebagato                                                                   | Emmanuel Sanon-doba               | |                                | IMDb |
| Dunia                                                                        | Sekou Traore, S. Pierre Yaméogo   | |                                | IMDb |
| Histoire d'Orokia                                                            | Sou Jacob, Jacques Oppenheim      | |                                | IMDb |
| Yeelen                                                                       | Souleymane Cissé                  | | Fantasy                        | viermal gewonnen & 2 Nominierungen - IMDb |
| 1988                                                                         |                                   | |                                | |
| Les Guérisseurs                                                              | Sidiki Bakaba                     | |                                | IMDb |
| Zan Boko                                                                     | Gaston Kaboré                     | Colette Kaboré; Joseph Nikiema; Gady Pafadnam                                                                                         |                                | einmal gewonnen - IMDb Zan Boko. In: Filmdatenbank. Afrika Film Festival Köln |
| 1989                                                                         |                                   | |                                | |
| Le Grotto                                                                    | Sou Jacob                         | |                                | IMDb |
| Le Neveu du peintre                                                          | Moustapha Dao                     | |                                | IMDb |
| Yaaba – Großmutter (Yaaba)                                                   | Idrissa Ouédraogo                 | | Drama / Familie                | dreimal gewonnen |
| Yiri Kan                                                                     | Issiaka Konaté                    | | Kurzer Dokumentarfilm          | einmal gewonnen - IMDb |
| 1990                                                                         |                                   | |                                | |
| Mamy Wata                                                                    | Mustapha Diop                     | |                                | |
| Sango Malo                                                                   | Bassek Ba Kobhio                  | |                                | |
| Tilaï                                                                        | Idrissa Ouédraogo                 | Rasmane Ouédraogo; Ina Cissé; Roukietou Barry                                                                                         | Drama                          | gewann den Großen Preis der Jury in Cannes 1990 Tilaï. In: Filmdatenbank. Afrika Film Festival Köln |
| 1991                                                                         |                                   | |                                | |
| Ashakara                                                                     | Gérard Louvin                     | James Campbell | Drama                          | |
| L'Enfant et le caïman                                                        | Moustapha Dao                     | | Kurzfilm                       | |
| Karim and Sala                                                               | Idrissa Ouédraogo                 | |                                | |
| Laada                                                                        | Drissa Toure                      | |                                | anderer Titel: The Tradition |
| Laafi - Tout va bien                                                         | S. Pierre Yaméogo                 | |                                | |
| Obi                                                                          | Idrissa Ouédraogo                 | |                                | |
| Thomas Sankara: l'espoir assassiné                                           | Balufu Bakupa-Kanyinda            | |                                | Thomas Sankara: l'espoir assassiné. In: Filmdatenbank. Afrika Film Festival Köln |
| Un certain matin                                                             | Fanta Régina Nacro                | | Kurzfilm                       | einmal gewonnen |
| 1992                                                                         |                                   | |                                | |
| Jigi - L'espoir (englischer Titel: Jigi: The Hope)                           | Kollo Sanou                       | |                                | Jigi - L'espoir. In: Filmdatenbank. Afrika Film Festival Köln |
| Rabi                                                                         | Gaston Kaboré                     | Yacouba Kaboré; Tinfissi Yerbanga; Joseph Nikiema; Collette Kaboré; Joséphine Kaboré                                                  |                                | Rabi. In: Filmdatenbank. Afrika Film Festival Köln |
| Samba Traoré                                                                 | Idrissa Ouédraogo                 | Bakary Sangaré; Mariam Kaba; Abdoulaye Komboudri; Irène Tassembedo                                                                    | Drama                          | gewann den Silbernen Bären auf der 43. Berlinale |
| 1993                                                                         |                                   | |                                | |
| Sababu                                                                       | Nissi Joanny Traoré               | |                                | Sababu. In: Filmdatenbank. Afrika Film Festival Köln |
| Sankofa                                                                      | Halie Gerima                      | Kofi Ghanaba, Oyafunmike Ogunlano, Alexandra Duah, Nick Medley, Mutabaruka                                                            |                                | Nahm an der 43. Berlinale teil |
| Wendemi, l'enfant du bon Dieu                                                | S. Pierre Yaméogo                 | Sylvain Minoungou; Sylvie Yaméogo; Aida Diallo; Abdoulaye Komboudr                                                                    |                                | Wendemi, l'enfant du bon Dieu. In: Filmdatenbank. Afrika Film Festival Köln |
| 1994                                                                         |                                   | |                                | |
| Baore                                                                        | Maurice Kaboré                    | |                                | Baore. In: Filmdatenbank. Afrika Film Festival Köln |
| Gorki                                                                        |                                   | |                                | |
| Keita! L'héritage du griot                                                   | Dani Kouyaté                      | Seydou Boro; Adama Kouyaté; Sotigui Kouyaté                                                                                           |                                | Keïta! l´heritage du griot. In: Filmdatenbank. Afrika Film Festival Köln |
| Le Franc                                                                     | Djibril Diop Mambéty              | Demba Bâ Demba; Dieye Ma Dieye; Aminata Fall                                                                                          |                                | Le Franc. In: Filmdatenbank. Afrika Film Festival Köln |
| The Heart's Cry                                                              | Idrissa Ouédraogo                 | | Drama                          | französisch: Le Cri du coeur |
| 1995                                                                         |                                   | |                                | |
| Guimba, un tyran une époque                                                  |                                   | |                                | |
| Haramuya                                                                     |                                   | |                                | |
| Waati                                                                        |                                   | |                                | |
| 1996                                                                         |                                   | |                                | |
| L'Oeuf                                                                       |                                   | |                                | |
| Puk Nini                                                                     | Fanta Régina Nacro                | |                                | |
| Si longue que soit la nuit                                                   | Guy-Désiré Yaméogo                | |                                | Si longue que soit la nuit. In: Filmdatenbank. Afrika Film Festival Köln |
| 1997                                                                         |                                   | |                                | |
| Buud Yam                                                                     | Gaston Kaboré                     | Serge Yanogo; Amssatou Maïga; Sévérine Oueddoudam                                                                                     | historisches Drama             | Buud Yam. In: Filmdatenbank. Afrika Film Festival Köln |
| Kini and Adams                                                               | Idrissa Ouédraogo                 | John Kani; David Mohloki | Drama                          | nahm 1997 am Filmfestival in Cannes teil |
| Les Parias du cinéma                                                         |                                   | |                                | |
| Le Secret (TV)                                                               |                                   | |                                | |
| Sabryia                                                                      | Abderrahmane Sissako              | Abdellfattah Abdellatif; Fethi Akkari; Chawki Bouglia                                                                                 |                                | Sabryia. In: Filmdatenbank. Afrika Film Festival Köln |
| 1998                                                                         |                                   | |                                | |
| Garba                                                                        | Adama Roamba                      | N´Guessan Gnegba; Ouattara Souleyman; Ouamari Zambi                                                                                   |                                | Garba. In: Filmdatenbank. Afrika Film Festival Köln |
| La Revanche de Lucy                                                          |                                   | |                                | |
| Silmandé - Tourbillon                                                        | S. Pierre Yaméogo                 | Abdoulaye Komboudr; Aï Keïta Yara; Jeanne d`Arc Yaméogo; Amadou Achille Bourou                                                        |                                | Auszeichnung FESPACO 1999 (beste Filmmusik von Wasis Diop) |
| Souko, cinématographe en carton                                              | Issiaka Konaté                    | |                                | Souko, cinématographe en carton. In: Filmdatenbank. Afrika Film Festival Köln |
| Le Truc de Konaté                                                            | Fanta Régina Nacro                | |                                | |
| 1999                                                                         |                                   | |                                | |
| Boubou l'intrus (TV)                                                         |                                   | |                                | |
| Entre l'arbre et l'écorce                                                    |                                   | |                                | |
| 2000                                                                         |                                   | |                                | |
| Adanggaman                                                                   | Roger Gnoan M'Bala                | Rasmane Ouédraogo | Drama                          | |
| Bintou                                                                       | Fanta Régina Nacro                | Alima Salouka; Hyppolite Ouangrawa |                                | Bintou. In: Filmdatenbank. Afrika Film Festival Köln |
| Daresalam                                                                    |                                   | |                                | |
| The Price of Ignorance                                                       |                                   | |                                | |
| Sia, le rêve du python                                                       | Dani Kouyaté                      | Sotigui Kouyaté; Fatoumata Diawara; Balla Habib Dembélé; Hamadoun Kassogué                                                            |                                | Sia, le rêve du python. In: Filmdatenbank. Afrika Film Festival Köln |
| Siraba, la grande voie                                                       |                                   | |                                | |
| 2001                                                                         |                                   | |                                | |
| Bintou                                                                       | Fanta Régina Nacro                | | Kurzfilm                       | |
| Mouka                                                                        |                                   | |                                | |
| Portraits of Two Women from Burkina Faso                                     | Annette Danto                     | | Dokumentarfilm                 | |
| Shea Nut Gatherers of Burkina Faso                                           | Annette Danto                     | | Dokumentarfilm                 | |
| Si je savais                                                                 |                                   | |                                | |
| Sia, le rêve du python                                                       | Dani Kouyaté                      | |                                | |
| Un espoir dans le désert                                                     |                                   | |                                | |
| Un pas, deux pas                                                             | Guy-Désiré Yaméogo                | |                                | Un pas, deux pas. In: Filmdatenbank. Afrika Film Festival Köln |
| 2002                                                                         |                                   | |                                | |
| Mama Africa                                                                  |                                   | |                                | |
| Le Retour de la main habile                                                  |                                   | |                                | |
| 2003                                                                         |                                   | |                                | |
| Anger of the Gods                                                            | Idrissa Ouédraogo                 | | Drama                          | französisch: La Colère des dieux |
| Die Krokodile der Familie Wandaogo                                           | Britta Wandaogo                   | |                                | Die Krokodile der Familie Wandaogo. In: Filmdatenbank. Afrika Film Festival Köln |
| Kounandi                                                                     |                                   | |                                | |
| Moi et mon blanc                                                             | S. Pierre Yaméogo                 | Stéphanie Lagarde ; Pierre-Loup Rajot ; Serge Bayala; Laetitia Gabrielli; Ray Lema; Tom Novembre                                      |                                | Moi et mon blanc. In: Filmdatenbank. Afrika Film Festival Köln |
| Vivre positivement                                                           |                                   | |                                | |
| Source d'histoire                                                            | Adama Roamba                      | Tom Ouedraogo; Oumar Samake; Gustave Sorgho                                                                                           |                                | Source d'histoire. In: Filmdatenbank. Afrika Film Festival Köln |
| Traces, Empreintes de femmes                                                 | Katy Lena Ndiaye                  | Anetina Libabatou |                                | Traces, Empreintes de femmes. In: Filmdatenbank. Afrika Film Festival Köln |
| 2004                                                                         |                                   | |                                | |
| Moolaadé – Bann der Hoffnung                                                 | Ousmane Sembène                   | | Filmdrama                      | |
| La Nuit de la vérité                                                         | Fanta Régina Nacro                | |                                | |
| Ouaga Saga                                                                   |                                   | |                                | |
| Safi, la petite mère                                                         |                                   | |                                | |
| Sous la clarté de la lune                                                    |                                   | |                                | |
| Tasuma (Tasuma, Le Feu)                                                      | Kollo Daniel Sanou                | Khalil Raoul Bessani; Aï Keïta Yara; Serges Henri; Noufou Ouédraogo; Safiatou Sanou; Sonia Karen Sanou; Stanislas Soré; Mamadou Zerbo |                                | gewann beim FESPACO den Publikumspreis |
| 2005                                                                         |                                   | |                                | |
| Au clair de la lune                                                          | Leona Goldstein                   | |                                | Au clair de la lune. In: Filmdatenbank. Afrika Film Festival Köln |
| Delwende                                                                     | S. Pierre Yaméogo                 | |                                | Teilnahme am Filmfestival in Cannes 2005, Delwende. In: Filmdatenbank. Afrika Film Festival Köln |
| OUAGA SAGA                                                                   | Dani Kouyaté                      | Amidou Bonsa ; Aguibou Sanou ; José Sorgho                                                                                            | Spielfilm                      | OUAGA SAGA. In: Filmdatenbank. Afrika Film Festival Köln |
| Rencontre en ligne                                                           |                                   | |                                | |
| 2006                                                                         |                                   | |                                | |
| Thomas Sankara, L´homme intègre                                              | Robin Shuffield                   | |                                | Thomas Sankara, L´homme intègre. In: Filmdatenbank. Afrika Film Festival Köln |
| Le Griot de Daporé                                                           |                                   | |                                | |
| Kato Kato                                                                    |                                   | |                                | |
| Rêves de poussière                                                           |                                   | |                                | |
| 2007                                                                         |                                   | |                                | |
| Code Phoenix                                                                 | Boubacar Diallo                   | | Drama                          | |
| Faro, la reine des eaux                                                      |                                   | |                                | |
| In the steps of Bembeya Jazz                                                 | Abdoulaye Diallo                  | Bakary Bamba; Serges Henri; Abdoulaye Komboudri ; Georgette Par                                                                       | Dokumentarfilm                 | In the steps of Bembeya Jazz. In: Filmdatenbank. Afrika Film Festival Köln |
| 2009                                                                         |                                   | |                                | |
| Le fauteuil                                                                  | Missa Hebié                       | |                                | |
| Le poids du serment                                                          | Kollo Daniel Sanou                | Fousseni Cissoko; Bintou Sombie; Mamadou Zerbo                                                                                        |                                | Le poids du serment. In: Filmdatenbank. Afrika Film Festival Köln |
| Lieux Saints                                                                 | Jean-Marie Teno                   | | Dokumentarfilm                 | Lieux Saints. In: Filmdatenbank. Afrika Film Festival Köln. |
| 2011                                                                         |                                   | |                                | |
| ESPOIR VOYAGE                                                                |                                   | | Dokumentarfilm (Nachforschung) | ESPOIR VOYAGE. In: Filmdatenbank. Afrika Film Festival Köln., lief u. a. beim Doclisboa ’12-Dokumentarfilmfestival in Lissabon |
| 2013                                                                         |                                   | |                                | |
| Soleis                                                                       | Dani Kouyaté; Olivier Delahaye    | Nina Melo; Binda Ngazolo |                                | lief auf internationalen Festivals, u. a. Cinemafrica Stockholm, gewann 2014 den Publikumspreis in Innsbruck |
| Twaaga                                                                       | Cedric Ido                        | Sabourou Bamogo; Harouna Ouedraogo |                                | Twaaga. In: Filmdatenbank. Afrika Film Festival Köln. |
| 2014                                                                         |                                   | |                                | |
| L'OEIL DU CYCLONE                                                            | Sékou Traoré                      | Maimouna Ndiaye | Drama                          | gewann „Etalon de Yennenga“ in Bronze beim FESPACO 2015 in Ouagadougou und zahlreiche Zusatzpreise und zahlreiche weitere Preise bei internationalen Festivals                                                                                                |
| 2015                                                                         |                                   | |                                | |
| UNE RÉVOLUTION AFRICAINE - LES DIX JOURS QUI ONT FAIT CHUTER BLAISE COMPAORÉ | Cedric Ido                        | Sabourou Bamogo; Harouna Ouedraogo |                                | UNE RÉVOLUTION AFRICAINE - LES DIX JOURS QUI ONT FAIT CHUTER BLAISE COMPAORÉ. In: Filmdatenbank. Afrika Film Festival Köln. |
| 2016                                                                         |                                   | |                                | |
| MEDAN VI LEVER                                                               | Dani Kouyaté                      | Josette Bushell-Mingo; Adam Kanyama                                                                                                   |                                | gewann den Kritikerpreis des FESPACO 2017 in Ouagadougou und den Hauptpreis des FESTICAPS in Burundi. er lief auf zahlreichen internationalen Festivals |
| WALLAY                                                                       | Berni Goldblat                    | Makan Nathan Diarra; Ibrahim Koma; Hamadoun Kassogué                                                                                  |                                | zahlreiche Filmfestivals, u. a. Berlinale und Cannes, im Iran, Israel, Sansibar, Kamerun und Südafrika, gewann die Publikumspreise in Angers und Tanger/Tarifa, den Hauptpreis des Filmfestivals in Sansibar 2017 und den Südwind-Filmpreis in Innsbruck 2018 |
| 2017                                                                         |                                   | |                                | |
| FRONTIÈRES                                                                   | Apolline Traoré                   | | Spielfilm                      | FRONTIÈRES. In: Filmdatenbank. Afrika Film Festival Köln. |
| VIVRE RICHE                                                                  | Joël Akafou                       | |                                | VIVRE RICHE. In: Filmdatenbank. Afrika Film Festival Köln. |
| 2019                                                                         |                                   | |                                | |
| DUGA, LES CHAROGNARDS                                                        | Abdoulaye Dao; Hervé Eric Lengani | | sozialkritische Satire         | beim FESPACO 2019 in Ouagadougou wurde die sozialkritische Satire mit zwei Preisen ausgezeichnet. |
| 2023                                                                         |                                   | |                                | |
| AL DJANAT                                                                    | Chloé Aïcha Boro                  | |                                | AL DJANAT. In: Filmdatenbank. Afrika Film Festival Köln. |